# Гибель Юрия Гагарина
Юрий Гагарин и Владимир Серёгин погибли 27 марта 1968 года в авиакатастрофе при выполнении тренировочного полёта на самолёте МиГ-15УТИ.

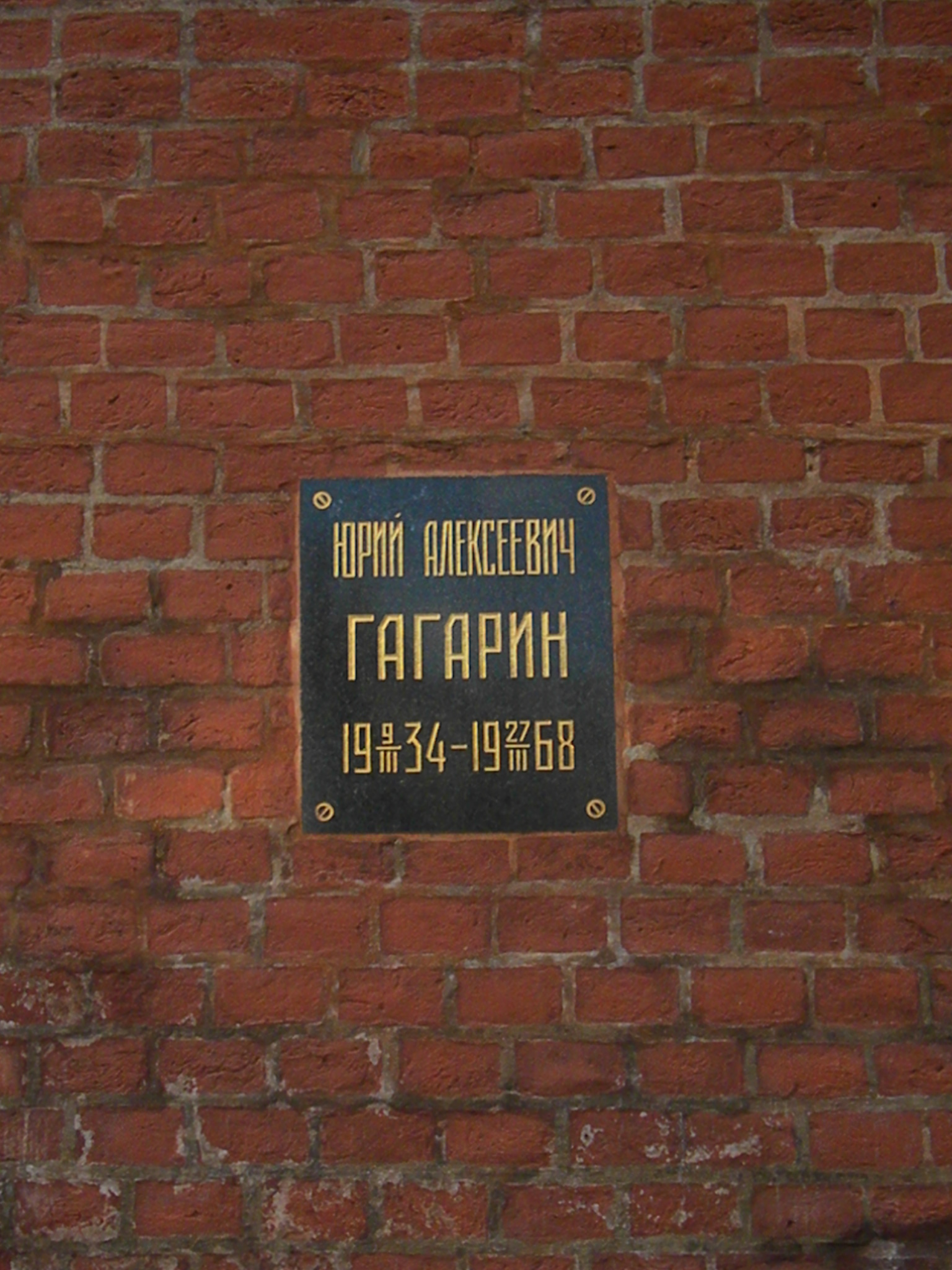
Надгробная плита Юрия Гагарина в Кремлёвской стене

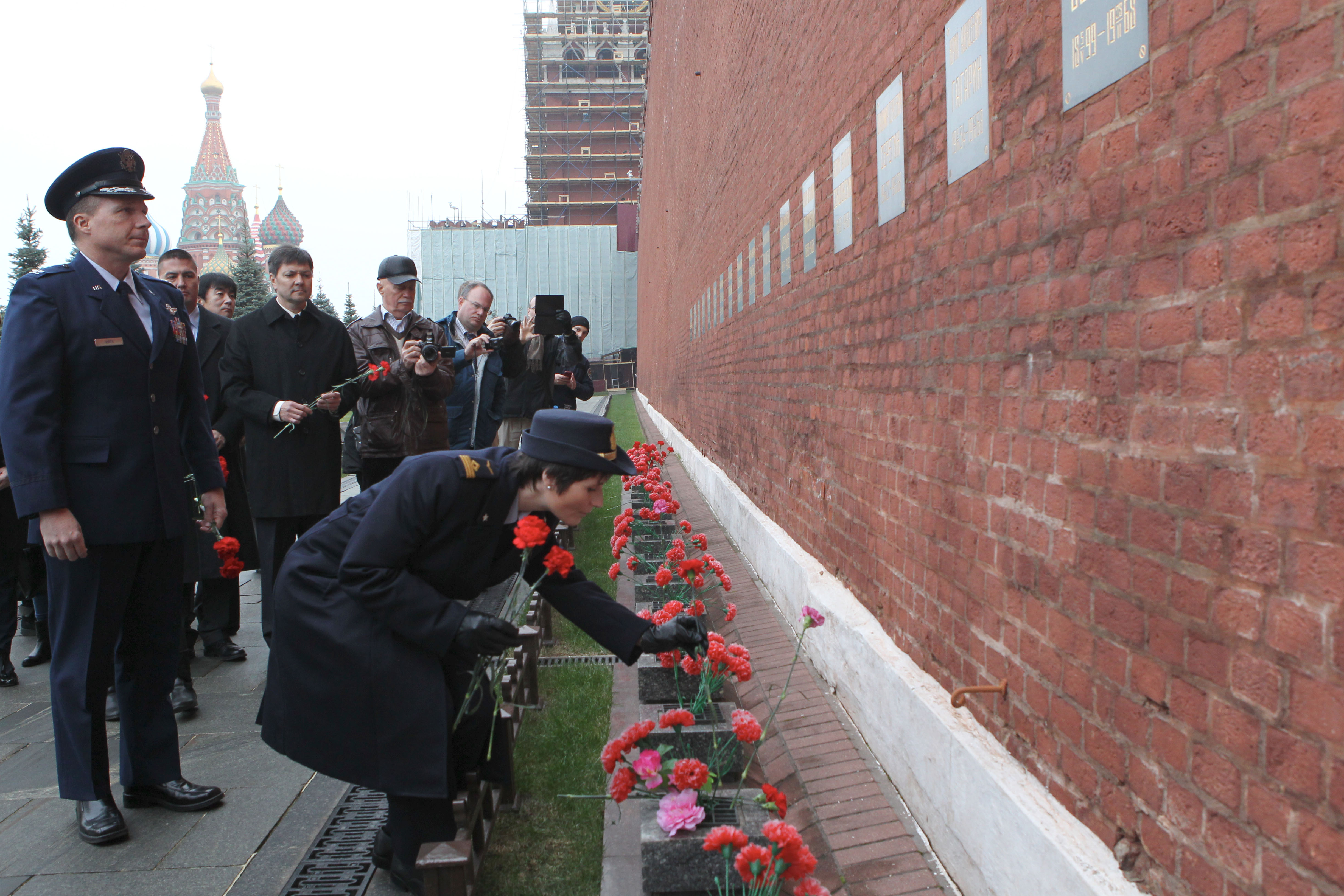
Участники экспедиции космического корабля Союз ТМА-15М возлагают цветы к могиле Юрия Гагарина и Владимира Серёгина у Кремлёвской стены. 2014 год

Материалы официального расследования катастрофы в советское время не публиковались. По поводу гибели Гагарина циркулировало множество слухов, вплоть до фантастических. Споры об истинной причине происшедшего продолжаются до сих пор.
28 марта в 21:15 состоялась кремация останков Юрия Гагарина и Владимира Серёгина. Урны с прахом погибших были захоронены 30 марта во время панихиды на Красной площади в Кремлёвской стене.

## Сведения о самолёте
Истребитель МиГ-15УТИ № 612739, на котором (по дневнику Каманина) разбились Гагарин и Серёгин, был выпущен 19 марта 1956 года заводом «Аэро Водоходы» в Чехословакии. После выпуска прошёл два ремонта: первый — 13 июля 1962 года, второй — 30 марта 1967 года. Двигатель РД-45ФА № 84445А, изготовленный 25 декабря 1954 года с установленным межремонтным ресурсом 100 часов, прошёл четыре ремонта (в 1957, 1959, 1964 и 1967 годах). После последнего ремонта двигатель наработал 66 часов 51 минуту.

## Авиакатастрофа
Во вторник, 26 марта на подмосковном аэродроме в Звёздном городке на предполётную подготовку Гагарин прибыл около 10 часов утра. Сначала 4 часа шли предполётные занятия. Днём — заправка самолёта с назначенным на 27 марта полётом. Вернулся Гагарин ближе к вечеру, после того, как навестил супругу Валентину из госпиталя. В 21:00 Гагарин прибыл домой, где его ждали сестра Мария и дочери — Елена и Галина. До 22:30 Юрий читал девочкам сказки, затем все легли спать.
Утром в среду 27 марта 1968 года в 10:18 Гагарин и Серёгин взлетели на учебном самолёте МиГ-15УТИ с подмосковного аэродрома Чкаловский в Щёлкове. На момент взлёта условия видимости были нормальными, а высота нижней границы облаков составляла 900 м над земной поверхностью. Выполнение задания в пилотажной зоне должно было занять не менее 20 минут, но уже в 10:30 Гагарин сообщил на землю об окончании задания, запросил разрешения развернуться и лететь на базу. После этого «625-й» — позывной Гагарина — больше на связь не выходил.
Когда стало ясно, что у самолёта уже должно было закончиться топливо, в зоне полётов начались поиски, которые продолжались более трёх часов. В 14:50 одному из вертолётов удалось обнаружить обломки самолёта МиГ-15УТИ примерно в 65 км от аэродрома, в районе деревни Новосёлово, в 18 км от города Киржача Владимирской области. Разброс обломков фюзеляжа, плоскостей хвостового оперения, крыльев и носовой части — до 200 м. Утром следующего дня на месте падения самолёта приступили к работе члены Государственной комиссии. Были обнаружены фрагменты тел Серёгина и Гагарина, опознанные родственниками и сослуживцами. На месте авиакатастрофы были найдены личные вещи пилотов, бумажник с водительскими правами и фотографией Королёва, а также на ветке берёзы был найден клочок лётной куртки Гагарина с талонами на питание.
Дело составило 29 томов. Ходили даже слухи, что пилоты были пьяны, хотя в отчёте комиссии говорилось об отсутствии алкоголя в крови. Разбившийся истребитель не имел бортовых самописцев.
27 марта 2023 года Российский государственный архив научно-технической документации опубликовал фотографии с места авиакатастрофы. Снимки были сделаны 28 марта 1968 года.

## Причины авиакатастрофы

### Официальная версия
Созданная для расследования причин катастрофы Государственная комиссия рассмотрела:
- лётную подготовку экипажа, организацию и обеспечение полётов 27 марта (лётная подкомиссия);
- техническое состояние самолёта МиГ-15УТИ (инженерная подкомиссия);
- состояние лётчиков до и во время полёта (медицинская подкомиссия).

Отчёт комиссии был секретным и его детали известны только из статей и интервью отдельных её членов. Анализ отпечатков стрелок кабинных и наручных часов Гагарина показал, что катастрофа произошла в 10:31, то есть через 50—70 секунд после последнего радиообмена с Гагариным. Экипаж совершил манёвр, приведший к сваливанию самолёта, он столкнулся с землёй, экипаж погиб. Отказов бортовых систем обнаружено не было. Химический анализ останков и крови лётчиков посторонних веществ не выявил.

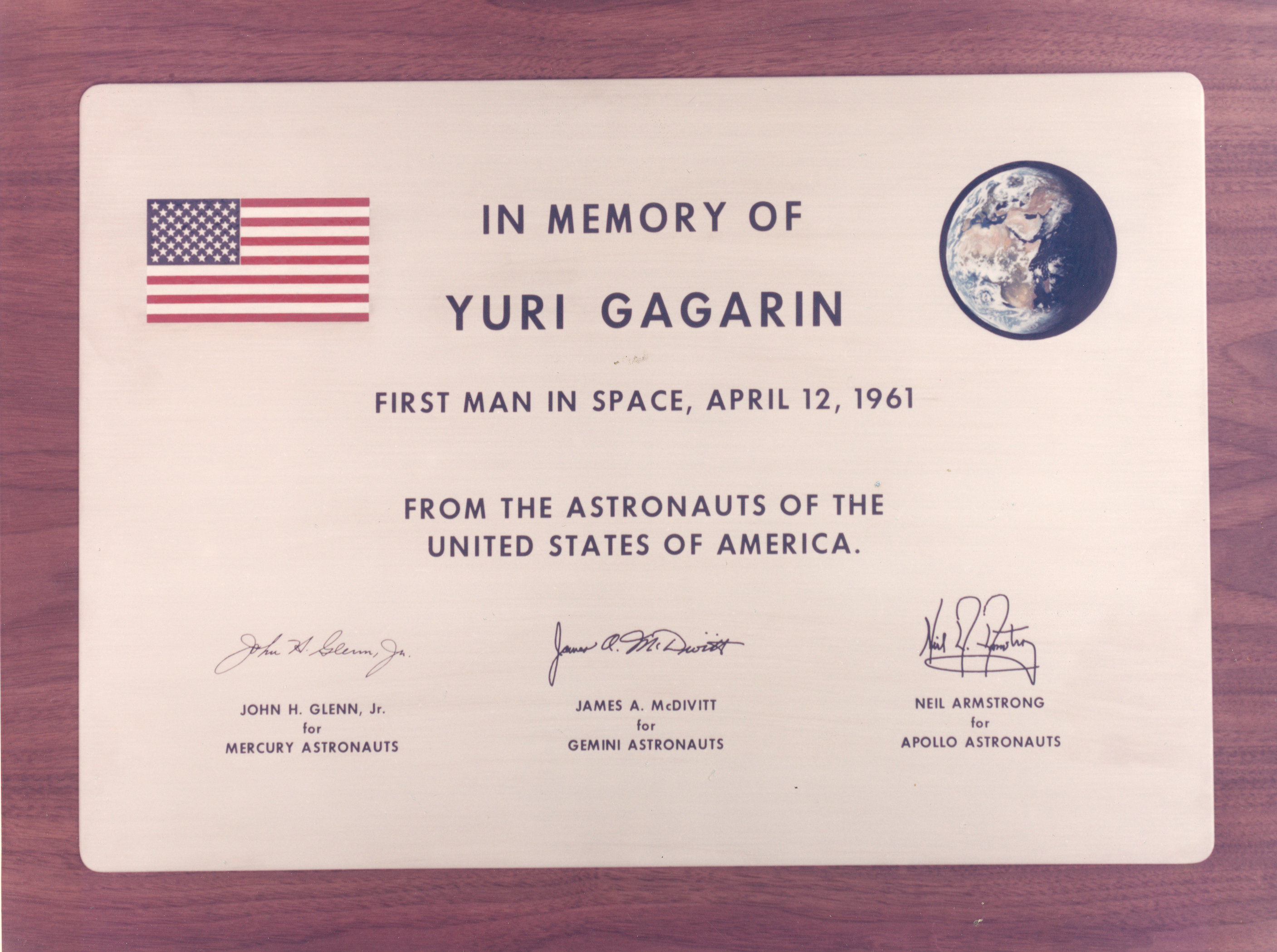
Мемориальная доска в честь Юрия Гагарина. Вручена руководителю «Центра подготовки космонавтов имени Ю. А. Гагарина» от представителя НАСА, 21 января 1971 года

Отсутствие опубликованных официальной версии и фактов породило много предположений и неофициальных версий гибели лётчиков вплоть до оспаривания их гибели и политической подоплёки событий.

### Оглашавшиеся альтернативные версии

#### Версии специалистов
Версия С. М. Белоцерковского, А. А. Леонова и ряда учёных
По мнению доктора технических наук, генерал-лейтенанта С. М. Белоцерковского и космонавта А. А. Леонова (который не был членом правительственной комиссии, но привлекался к её работе в качестве эксперта), самолёт Гагарина и Серёгина сорвался в плоский штопор в результате воздействия спутного следа от другого самолёта. Факторами, приведшими к трагедии, были:
- Плохие погодные условия (нижняя кромка нижнего слоя облаков была на высоте 500—600 метров); неточные сведения о погоде — по сообщённой лётчикам сводке погоды, нижний край был на высоте 900 метров.
- Конструктивные недостатки самолёта — неудачные в аэродинамическом отношении два подвесных топливных бака и необходимость для инструктора катапультироваться первым.
- Неудовлетворительная организация радиолокационного слежения за полётами, неисправность части оборудования.
- Серьёзные нарушения в планировании полётов.
- Белоцерковский и Н. П. Каманин обвиняют генерала Н. Ф. Кузнецова в том, что в сложившихся условиях он мог и должен был отменить полёт Гагарина. Вместо этого из-за его действий, особенно придирок к Серёгину, перед полётом возникла недопустимая нервозность[17].

По данным комиссии, примерно за минуту до столкновения Гагарин пребывал в совершенно нормальном состоянии: речь его была спокойной, размеренной. Ему предстояло делать разворот со снижением, при отсутствии видимости естественного горизонта. Далее произошло какое-то неожиданное событие, которое привело к тому, что самолёт оказался на закритическом режиме в положении крутого пикирования.
Наиболее вероятными событиями могли быть:
- уклонение от другого самолёта, шар-зонда или стаи птиц;
- попадание в след пролетевшего самолёта;
- попадание в восходящий вертикальный поток воздуха или даже горизонтальный порыв ветра.

Могло иметь место сочетание двух каких-либо из указанных событий, а может быть, и всех трёх.
Компьютерное моделирование показало, что наиболее реалистичная картина последней минуты полёта получается при предположении, что самолёт вошёл в штопор и сделал 3—5 витков. С подвешенными баками допустимые перегрузки самолёта уменьшались с 8-кратных до 3-кратных. Если во время разворота со снижением возникли дополнительные факторы, то самолёт мог свалиться в штопор. Ошибочная информация о высоте облачности в сочетании с неправильными показаниями высотомера дали лётчикам неверное представление о запасе высоты и времени, которым они располагали.
Комиссия пришла к выводу, что попытка катапультироваться лётчиками не предпринималась. По мнению полковника-инженера в отставке, лётчика I класса И. Б. Качоровского, «Серёгин, оценив обстановку, как командир экипажа даёт команду Гагарину катапультироваться. Но тот, зная, что по техническим условиям это должен первым сделать инструктор, напоминает ему об этом». Когда, выйдя из облачности, экипаж сориентировался, катапультироваться было поздно.
Оценивая уровень управления самолётом на последних секундах полёта, группа лётчиков-испытателей и учёных заявила: «Действия лётчиков следует рассматривать как оптимальные: на закритическом режиме (10—11-кратной перегрузке) они пилотировали самолёт без крена и скольжения, „выжали“ из техники всё возможное, пытаясь вывести из пикирования самолёт». Особо отмечалось, что вывод самолёта из пикирования проводился практически при максимально возможных для самолёта перегрузках — при 12-кратной перегрузке у него могло разрушиться крыло. Эти же перегрузки являлись практически непереносимыми и для пилотов.
По данным комиссии, экипаж находился в работоспособном состоянии, позы обоих лётчиков до конца были рабочими. Так, Гагарин левой рукой держался за ручку управления двигателем, ноги у того и другого лётчика были на педалях. В течение нескольких секунд Гагарин и Серёгин, сохраняя чёткость согласованных действий, самым активным образом боролись за жизнь, хотя и находились под воздействием огромных перегрузок. Им не хватило 250—300 метров высоты или 2 секунд полёта.
В целом соглашаясь с этим анализом, лётчик-испытатель Степан Микоян в своих мемуарах выразил сомнение в том, что самолёт Гагарина и Серёгина вошёл в штопор именно из-за попадания в вихревой след другого самолёта. Он рассказал, что в ЛИИ им. Громова после катастрофы проводились специальные испытания аналогичного УТИ МиГ-15 (то есть с подвесными баками), которые показали, что попадание этого самолёта в «струю» не приводит к сваливанию в штопор. Наиболее вероятной причиной, приведшей к катастрофе, Степан Микоян назвал уклонение от метеорологического зонда или даже столкновение с ним. В качестве косвенных свидетельств столкновения он привёл такие аргументы:
- на месте катастрофы было собрано только 2/3 фонаря кабины;
- стрелка прибора, показывающего разницу между давлением внутри кабины и снаружи, остановилась на отметке −0,01 атмосферы, что говорит о нарушении герметичности кабины ещё до столкновения самолёта с землей[19].

В 2013 году А. А. Леонов, ссылаясь на рассекреченные документы следственной комиссии, расследовавшей гибель Гагарина, сообщил, что это уже «не версия, а истинная причина гибели первого космонавта». По словам Леонова, в том же районе, где совершали тренировочный полёт Гагарин и Серёгин, шли испытания самолёта Су-15, взлетевшего с аэродрома ЛИИ имени М. М. Громова в городе Жуковский. По разграничению, тренировочные полёты космонавтов должны были проходить на высоте до 10 тыс. м, а испытания истребителя — выше; однако Су-15 нарушил режим полёта и спустился до высоты порядка 450 м (где его видели местные крестьяне). Уходя на форсаже на свой эшелон, Су-15 прошёл в облаках на расстоянии 10—15 метров от самолёта Гагарина и Серёгина на сверхзвуковой скорости и возмущённым потоком вогнал их самолёт в спираль, выйти из которой лётчики не успели (столкновение с землёй наступило через 55 секунд):

Мои рассуждения подтверждены вскрытием рассекреченного конверта с выводом комиссии. Тайны в этом нет, а есть разгильдяйство и нарушение режима полётов, но меня огорчает другое: что люди, работавшие в комиссии, в том числе и Каманин, знали правду, но делали вид, что это не так.— А. А. Леонов:
Вместе с тем, документального подтверждения версия А. А. Леонова не имеет и доказательно оспаривается членом комиссии по расследованию А. Д. Мироновым. В своём открытом письме А. А. Леонову А. Д. Миронов, в частности, писал: 

Мною установлено, что 27 марта 1968 года в ЛИИ состоялись полеты двух самолётов Су-15. Первым летал заслуженный летчик-испытатель Аркадий Павлович Богородский. Он выполнил полет для испытания нового двигателя на высоте 18000 м. Взлетел в 9 ч 45 мин, произвел посадку в 10 ч 24 мин. В связи с большой высотой полета и возможностью разгерметизации кабины в случае остановки двигателя летчик был одет в скафандр, существенно затрудняющий деятельность летчика и не вызывающий желания отступать от задания.
Полет на втором самолёте выполнил заслуженный летчик-испытатель Герой Советского Союза Александр Александрович Щербаков на высоте 14000 м. Взлетел он в 11 ч 20 мин, то есть уже после падения самолёта МиГ-15УТИ. Анализ хронометража показывает, что Богородский произвел посадку, когда Гагарин ещё только набирал высоту. Щербаков взлетел много позже катастрофы самолёта МиГ-15УТИ, так что оба полета Су-15 в принципе не могли помешать полету МиГ-15УТИ.
В российском Федеральном архивном агентстве (Росархив) отмечают, что все документы следственной комиссии, которые хранятся в Архиве Президента Российской Федерации, были полностью рассекречены в 2011 году, и информации о каких-то новых рассекреченных документах в Росархиве нет.
Версия Николая Кузнецова. По утверждению начальника Центра подготовки космонавтов в 1963—1972 годах, Серёгину в те времена нездоровилось: его часто рвало, и он жаловался на сердечные боли. Во время выполнения виражей Серёгину снова стало плохо: очевидно, произошёл сердечный приступ. Он расстегнул ремни кресла и ремни парашюта. Гагарин, выполняя пилотаж, не сразу заметил состояние инструктора. Тело Серёгина, перемещаясь по кабине, сдвинуло из нейтрали органы управления, и это заблокировало некоторые из них. Бросать друга в беде и сразу катапультироваться Юрий не стал. Боролся до конца и почти 10 минут ходил кругами над Новосёловом, пытаясь эволюциями самолёта привести в чувство Серёгина, а когда шансов на спасение не осталось — погиб вместе с ним.
Версия Игоря Кузнецова. В последние годы широкое распространение в СМИ получила версия бывшего сотрудника НИИ эксплуатации и ремонта авиационной техники, полковника ВВС в отставке Игоря Кузнецова. В соответствии с его анализом, в самолёте МиГ-15УТИ мог остаться полуоткрытым один из вентиляционных кранов. Нарушение герметичности кабины было обнаружено только на высоте в 3—4 тысячи метров. Чтобы предупредить кислородное голодание, лётчики резко попытались снизить самолёт до рекомендованного инструкцией уровня в 2 тысячи метров, но быстрый перепад давления вызывал у них потерю сознания. Версия оспаривается другими специалистами, в том числе из-за того, что
1. маловероятно, чтобы такие опытные лётчики поддались панике. У Гагарина бывали куда более серьёзные происшествия, а у лётчика-испытателя Серёгина — тем более;
2. разгерметизация на такой высоте не является особым случаем в полёте и не представляет угрозы для экипажа. Во время Второй Мировой войны лётчики многократно совершали пикирование на негерметичных самолётах с высоты около 4000 м до высот, близких к поверхности земли, и не испытывали при этом нарушений здоровья и работоспособности[36].

Версия Владимира Аксёнова. В день гибели Юрия Гагарина, 27 марта 1968 года, Аксёнов проходил вместе с ним на аэродроме предполётное медобследование, но полетел на другом самолёте. Версия Аксёнова сводится к тому, что экипаж Гагарина и Серёгина, совершив ошибку в сложных метеоусловиях, не сориентировался в обстановке, что и привело к падению и гибели самолёта. Лётчик-космонавт уточняет, что метеоусловия в день авиакатастрофы были сложными, но вполне приемлемыми для выполнения лётных заданий. «Облачность в этот день была необычной: нижний край почти сплошных облаков был на высоте примерно 600 метров над землёй. Затем до высоты 4 тысяч метров облачность была плотная, с небольшими разрежениями. Над верхним краем никаких облаков: чистое небо и очень хорошая видимость. Нам показали даже фотографии верхнего края, сделанные с самолёта-метеоразведчика», — отмечает Аксёнов. По его словам, последнее сообщение с борта самолёта Юрия Гагарина было о том, что они вместе с Владимиром Серёгиным закончили выполнение лётного задания, которым они занимались над верхним краем облачности, то есть на высоте более 4 тысяч метров.
Аксёнов полагает, что своё сообщение лётчики сделали, вероятнее всего, после выхода из заключительной фигуры, на небольшой скорости в спокойном полёте, но находясь ещё на достаточно большой высоте. После этого им необходимо было выполнить значительное снижение, а затем подготовиться и проходить облачный слой.
Версия Эдуарда Шершера. Инженер-полковник в отставке, ветеран ВВС Эдуард Александрович Шершер по результатам проведённого им исследования пришёл к выводу, что вероятной причиной катастрофы явилось столкновение самолёта с землёй в результате несвоевременного выхода из пикирования при выполнении фигур высшего пилотажа, не указанных в полётном задании. Катастрофе способствовали сложная метеообстановка (сплошная многослойная облачность с нижней кромкой на высоте около 600 м), многочисленные нарушения требований «Наставления по производству полётов» и «Курса боевой подготовки истребительной авиации», в том числе выполнение пилотажа с подвесными баками.

#### Опровергаемыеконспирологическиеверсии гибели
- Большое распространение получили слухи о том, что Гагарин с Серёгиным перед полётом выпили по стакану водки[40][41]. Согласно официальному расследованию, эта версия опровергается тем, что алкоголь в крови пилотов обнаружен не был.
- Существуют также широко распространившиеся утверждения, что у Гагарина возник конфликт с высшим руководством страны[42][43]. После этого, по одним версиям, была организована гибель Гагарина, по другим — официально объявленная катастрофа была фальсификацией, а Гагарин был тайно арестован спецслужбами и после небольшой пластической операции на лице помещён в одну из провинциальных психиатрических больниц[44][45].
- Конспирологическая версия о малом «советском лунном заговоре» содержит обоснования и некоторые аргументы того, что Гагарин погиб не в ходе тренировочного полёта на учебном самолёте, а несколькими днями ранее на отрабатываемом в спешке лунной гонки новом космическом корабле советской лунно-облётной программы Л1 в полёте Зонд-4[46].
- Также существует версия, что Гагарин сымитировал собственную смерть, после чего ещё много лет прожил под чужим именем в посёлке в Оренбургской области, где погиб в результате несчастного случая на охоте уже весьма пожилым человеком[47][48].

## Прощальное письмо космонавта
Перед своим историческим полётом в космос 10 апреля 1961 года Юрий Гагарин на всякий случай написал прощальное письмо родным. Долгое время родные и близкие не знали о письме. И только после авиакатастрофы под Киржачом письмо вручили супруге первого космонавта — Валентине Гагариной.
Здравствуйте, мои милые, горячо любимые Валечка, Леночка и Галочка!
Решил вот вам написать несколько строк, чтобы поделиться с вами и разделить вместе ту радость и счастье, которые мне выпали сегодня. Сегодня правительственная комиссия решила послать меня в космос первым. Знаешь, дорогая Валюша, как я рад, хочу, чтобы и вы были рады вместе со мной. Простому человеку доверили такую большую государственную задачу — проложить первую дорогу в космос!
Можно ли мечтать о большем? Ведь это — история, это — новая эра! Через день я должен стартовать. Вы в это время будете заниматься своими делами. Очень большая задача легла на мои плечи. Хотелось бы перед этим немного побыть с вами, поговорить с тобой. Но, увы, вы далеко. Тем не менее я всегда чувствую вас рядом с собой.
В технику я верю полностью. Она подвести не должна. Но бывает ведь, что на ровном месте человек падает и ломает себе шею. Здесь тоже может что-нибудь случиться. Но сам я пока в это не верю. Ну а если что случится, то прошу вас и в первую очередь тебя, Валюша, не убиваться с горя. Ведь жизнь есть жизнь, и никто не гарантирован, что его завтра не задавит машина. Береги, пожалуйста, наших девочек, люби их, как люблю я. Вырасти из них, пожалуйста, не белоручек, не маменькиных дочек, а настоящих людей, которым ухабы жизни были бы не страшны. Вырасти людей, достойных нового общества — коммунизма. В этом тебе поможет государство. Ну а свою личную жизнь устраивай, как подскажет тебе совесть, как посчитаешь нужным. Никаких обязательств я на тебя не накладываю, да и не вправе это делать. Что-то слишком траурное письмо получается. Сам я в это не верю. Надеюсь, что это письмо ты никогда не увидишь, и мне будет стыдно перед самим собой за эту мимолётную слабость. Но если что-то случится, ты должна знать всё до конца.
Я пока жил честно, правдиво, с пользой для людей, хотя она была и небольшая. Когда-то ещё в детстве прочитал слова В. П. Чкалова: «Если быть, то быть первым». Вот я и стараюсь им быть и буду до конца. Хочу, Валечка, посвятить этот полёт людям нового общества, коммунизма, в которое мы уже вступаем, нашей великой Родине, нашей науке.
Надеюсь, что через несколько дней мы опять будем вместе, будем счастливы.

Валечка, ты, пожалуйста, не забывай моих родителей, если будет возможность, то помоги в чём-нибудь. Передай им от меня большой привет, и пусть простят меня за то, что они об этом ничего не знали, да им не положено было знать. Ну вот, кажется, и всё. До свидания, мои родные. Крепко-накрепко вас обнимаю и целую, с приветом ваш папа Юра. 10.04.61 г.